# Pedro Gómez Aparicio
Pedro Gomez Aparicio (1903-1983), journaliste et idéologue rallié au franquisme, surnommé « Pedrogo », était un journaliste et directeur de revues espagnoles, qui dirigea l'Agence EFE espagnole pendant vingt ans, dans les années 1940 et 1950.

## Biographie
Pedro Gomez Aparicio fut successivement rédacteur en chef du journal El Debate (1927) et de la revue Mundo (1940-1943), puis fondateur de Ideal (1932) et directeur de la publication El Ideal Gallego (1936 et 1937).
En 1938, lors de la création de l'Agence EFE, il devient son numéro deux, aux côtés de Vicente Gállego, l'ex-directeur du journal catholique Ya, puis en prend la direction dès 1944, poste qu'il occupe jusqu'en 1958. 
Considéré comme « le théoricien des affaires étrangères du Gouvernement », il était accusé de soumettre la production de son agence de presse à une double censure : celle du Ministère de l'Information, et celle des Affaires étrangères, « chacune indépendante de l'autre », tout en apportant ses propres éclairages sur les questions importantes du moment, en particulier celle de la décolonisation et de l'avenir de l'Amérique latine.
Sous sa direction, EFE diffuse de très nombreuses dépêches favorables au gouvernement argentin péroniste (problèmes économiques, répression des militants catholiques, etc.), qui pouvaient s'expliquer selon les historiens par les liens amicaux le liant à Alberto Martín-Artajo, ministre espagnol des Affaires étrangères.
Pedro Gomez Aparicio est l'auteur d'une "Histoire du journalisme espagnol".